# Leonor Meneses Noronha
Leonor Meneses Noronha (Lisboa, ca. 1630 - 4 de septiembre de 1664), primera condesa consorte de Serém y esposa del sexto Conde de Atouguia, fue una escritora española del Siglo de Oro, más conocida por el pseudónimo Laura Mauricia, que utilizó en ocasiones para ocultar su identidad debido a las sátiras que recibían las mujeres escritoras de su época. Sus obras fueron famosas en tiempos de Felipe IV y Carlos II. Cultivó la prosa y el verso, escribiendo en castellano.

## Biografía
Aunque Serrano Sanz dice que era hija de los marqueses de Villarreal Fernando de Meneses y María Freire y Andrada, se trata de un error: estos habían vivido un siglo antes (Fernando murió en 1524) y su hija, Leonor de Noronha, fue monja y murió en 1563: probablemente, la coincidencia del nombre haya llevado al equívoco.
Era hija y heredera de Fernando de Meneses, comendador de Castelo Branco, y de Jerónima de Toledo (hija de Manuel da Câmara, segundo Conde de Vila Franca). Nació en Lisboa—entonces parte de la corona hispánica—, y parece que estudió lenguas y humanidades. Teresa Langle escribe erróneamente que rechazó el matrimonio para dedicarse a escribir. probablemente por la confusión entre nombres ya mencionada. En realidad, se casó dos veces: primero con Fernando Mascarenhas, primer Conde de Serém, y, ya viuda, con Jerónimo de Ataíde, Conde de Atouguia, con quien tuvo cuatro hijos.
Dedica su única obra a Luisa María Noronha de Meneses, hija de Pedro de Noronha, casada con Juan de Silva y Lancastre (1625--1686), VII Conde de Portalegre y II Marqués de Goubea, pariente suya.

## Obra
Escribió comedias. También la novela cortesana, como en el caso de El desdeñado más firme (impresión conservada de 1655), escrita tanto en prosa como en verso. Sólo se conserva esta obra y de ella un ejemplar, conservado en la Biblioteca Nacional de España con la etiqueta R-25004; no tiene nombres de lugar ni de imprenta y la dedicatoria está firmada en París.